# میراندا ماوریک
میراندا ماوریک (انگلیسی: Miranda Maverick؛ زادهٔ ۱ ژوئیهٔ ۱۹۹۷) ورزشکار هنرهای رزمی ترکیبی اهل ایالات متحده آمریکا است. وی از سال ۲۰۱۶ میلادی تاکنون مشغول فعالیت بوده‌است.